# Карамелизована јабука
Карамелизована јабука је јабука прекривене премазом од шећера, са штапом уметнутим као дршком. Ово су уобичајена посластица на јесењим фестивалима у западној култури на северној хемисфери, као што су Ноћ вештица и Ноћ Гаја Фокса, јер се ови фестивали дешавају након годишње бербе јабука.

## Историја
Према једном извору, Вилијам В. Колб ју је измислио.
Колб, ветеран из Њуарка, произвео је своју прву серију карамелизованих јабука 1908. Док је експериментисао у својој продавници слаткиша са слаткишима од црвеног цимета за божићну трговину, умочио је неколико јабука у мешавину и ставио их у излоге за излагање. Продао је целу прву серију за 5 центи, а касније је продао хиљаде годишње. Убрзо су се карамелизоване јабуке продавале дуж обале Џерсија, у циркусу и у продавницама слаткиша широм земље. 
Међутим, раније је забележено да су се карамелизоване јабуке продавале у Лондону 1890-их.

## Састојци и метода
Карамелизоване јабуке се праве тако што се јабука премаже слојем шећера који је загрејан до фазе тврдог пуцања. Најчешћи шећерни премаз се прави од шећера (белог или браон), кукурузног сирупа, воде, цимета и црвене прехрамбене боје. Влажно време може спречити да се шећер стврдне.

## Регионалне традиције
- Аустралија – сорта јабука Грени Смит сматра се идеалном за карамелизоване јабуке.[6]
- Бразил – јабуке слаткиша (назване као у другим лузофонским земљама maçã do amor, што значи „јабуке љубави“) су уобичајене на свечаностима у част Јована апостола.
- Континентална Кина – слична посластица која се зове тангхулу прави се премазивањем малих плодова.[7]
- Канада – веома популарна и обично се једе на сајмовима или карневалима.
- Француска – карамелизоване јабуке се зову pommes d'amour (јабуке љубави). Они су уобичајена посластица на многим фестивалима.
- Немачка – најчешће се повезује са Божићем. Такође се понекад продају на карневалима и вашарима.
- Израел – готово искључиво се продаје на трговима градова уочи Дана независности као део уличних прослава.
- Јапан – карамелизоване јабуке, грожђе, јагоде и мандарине су обично доступне на јапанским фестивалима.[8]
- Република Ирска - једе се на Ноћ вештица.
- Уједињено Краљевство – слична посластица направљена од карамела повезује се и једе за Ноћ вештица (Шкотска и Северна Ирска) или Ноћ ватре (Енглеска, Шкотска и Велс).
- Сједињене Америчке Државе – желе јабуке, које се налазе у области Кони Ајленда у Њујорку, су сродне, али имају мекану превлаку од слаткиша („желе“) и укус трешње, а не цимета.
- Уругвај – Manzanas acarameladas, продају се на сајмовима, зоолошким вртовима и карневалима
- Јужна Африка - карамелизоване јабуке су углавном доступне у супермаркетима. Такође су веома популарни током целе сезоне јабука. Углавном умочен у шећерни сируп црвене или зелене боје.